# 오타루시
오타루시(일본어: 小樽市)는 일본 홋카이도 서부 시리베시 종합진흥국 관내에 있는 시이다.
이시카리만(石狩湾)과 접하여 예전부터 항만 도시로 발전했으며 역사적인 건축물들이 많고 일본 유수의 관광 도시로도 인기가 높다. 삿포로시에서 JR 쾌속열차로 30분 거리에 위치한다. 시내의 운하가 유명한데 도시 발전 초기에는 활발히 이용됐으나 현재는 관광 명소로 자리잡았다. 오르골당이 유명하며, 그 앞에 증기시계가 있다. 만화 《미스터 초밥왕》의 무대로도 쓰였다.

## 지리
시리베시 종합진흥국 북쪽 동해 연안에 위치한 항구 도시이다. 시내 남쪽은 산지로 고도는 높지 않지만 군데군데 해안까지 험하게 뻗어 있다. 시가지가 경사면까지 펼쳐져 있어 '비탈의 도시'로 불린다. 연안을 하코다테 본선이 달린다.

## 역사
오타루라는 지명은 아이누어의 오타오르나이(모래사장 가운데의 하천)에서 유래한다. 그러나 이것은 현재의 오타루시 중심부를 가리킨 것이 아니고, 현재의 오타루시와 삿포로시의 경계를 흐르는 호시오키강 하류, 오타루우치강을 지칭한 것이다. 마쓰마에번에 의해 강 하구에 오타르나이 장소가 열렸지만, 겨울에 계절풍을 그대로 받는 지형이었기 때문에 불편한 점이 많아 바람을 피할 수 있고 배의 정박에 적당한 서쪽 쿠타르우시로 이전했다. 그러나 오타르나이 장소라는 호칭은 계속 사용되었고 쿠타르우시로 불리던 현재의 오타루시 중심부가 오타르나이(오타루)로 지명을 바꾸게 되었다.
- 1869년 - 홋카이도 시리베시국과 함께 오타루군, 다카시마군, 오쇼로군이 놓였다.
- 1899년 - 오타루구가 성립하였다.
- 1920년 - 제1회 국세조사 때 오타루구의 인구는 108,113명으로, 삿포로구의 인구 102,580명보다 많았다.
- 1922년 - 시로 승격해 오타루시가 되었다.
- 1925년 - 제2회 국세조사 때 오타루시의 인구는 124,734명으로, 삿포로시의 인구 145,060명에 뒤쳐졌다.
- 1940년 - 다카시마정, 아사리촌을 합병했다.
- 1958년 - 시오타니촌을 합병했다.

## 경제

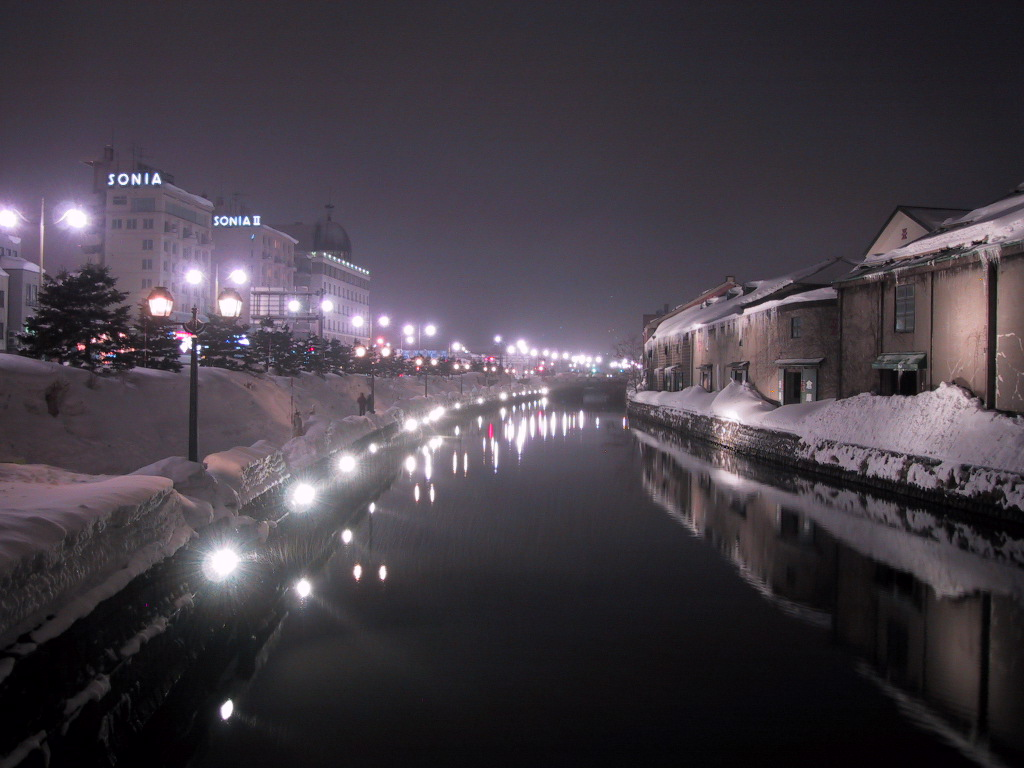
오타루 운하

산업별 종사자는 제3차 산업이 가장 많고, 제2차 산업, 제1차 산업 순이다. 종사자 수가 가장 많은 산업은 도소매업이며, 숙박업, 음식 서비스업도 사업장이 늘어나고 있다. 또 의료, 복지 및 제조업 비중도 늘어나고 있다. 관광업 역시 주요 산업으로 옛 도시의 모습을 보여주는 근대 건축물이 시내 곳곳에 있다.
오타루항은 무역항으로 개항 이래 100년 이상의 역사가 있는 항구로, 방파제와 대형 부두 외에 곡물 냉동 화물 전용 시설과 페리, 해상 컨테이너 시설을 정비해왔다.

## 교육

### 대학
국립
- 오타루 상과대학 (小樽商科大学, Otaru University of Commerce)

## 사회

### 인구
2018년 9월경의 인구는 117,042명이며, 이 중 14세 이하가 8.65%, 65세 이상이 39.59%로 일본에서도 고령화, 저출산이 심각한 지역 중 하나로 꼽힌다. 1920년대 석탄을 중심으로 한 산업이 한창이었을 때에는 삿포로군(현 삿포로시)의 인구와 거의 맞먹는 정도였으나, 석탄 산업의 사양화 및 삿포로시의 발전으로 인구 유출이 가속화되어 일본에서 지정한 "과소사회(예년에 비해서도 인구가 극도로 줄고 재정 상태가 매우 양호하지 않은 쇠락 지역)"로 지정되어 있다. 최근 일본 국외에서 찾아오는 관광객의 증가에 따라 오타루를 찾는 관광 수요가 증가하여 상권이 붕괴될 정도는 아니지만, 여전히 "지속 가능한 도시"로서 오타루시의 미래는 불투명하다.

## 관광
삿포로시의 근교 여행지로 유명하다. 삿포로역에서 JR 열차를 타면 30~45분 정도 소요된다. 홋카이도의 주요 여행지 중 하나이지만, 도시 전체를 둘러보는 데 많은 시간이 소요되지 않아 반나절 코스로 다니는 경우가 많다.
영화 러브레터의 촬영지로 유명하며 대표적인 관광지로는 오타루 운하, 오타루 오르골당 등이 있다.

### 오타루 운하

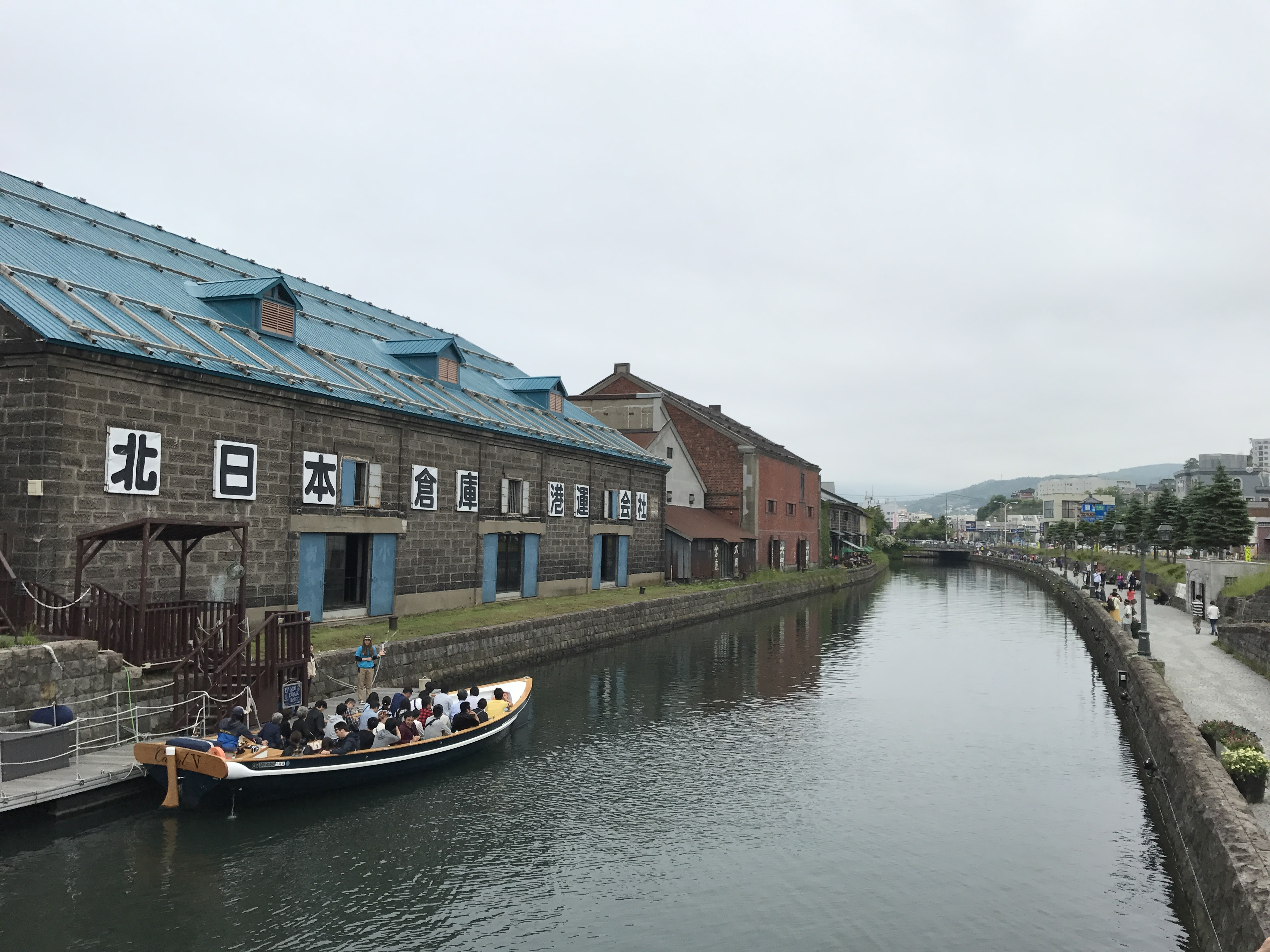
오타루 운하

오타루 시가지를 가로질러 근해까지 1,140m의 길이로 이어지는 운하이다. 과거 오타루항에서 취급하는 화물 양이 많아지자 선박이 근해에서 창고 근처까지 직접 갈 수 있게 하기 위해 건설한 수로이다. 2차 대전 이후 운하로 들어오는 화물 양이 줄면서 운하는 쇠퇴하였지만 1980년대에 운하 재생 운동이 일어났고, 오늘날에는 대표적인 도시 재생 사례로 꼽힌다.
운하를 따라 들어선 창고들을 개조하여 음식점, 상점 등이 조성되어 있고, 산책로를 따라 63개의 가스등이 설치되어 있다. 2월 초순에 열리는 「오타루 눈빛의 길(小樽雪あかりの路)」이 대표적인 축제이다.

### 오타루 오르골당

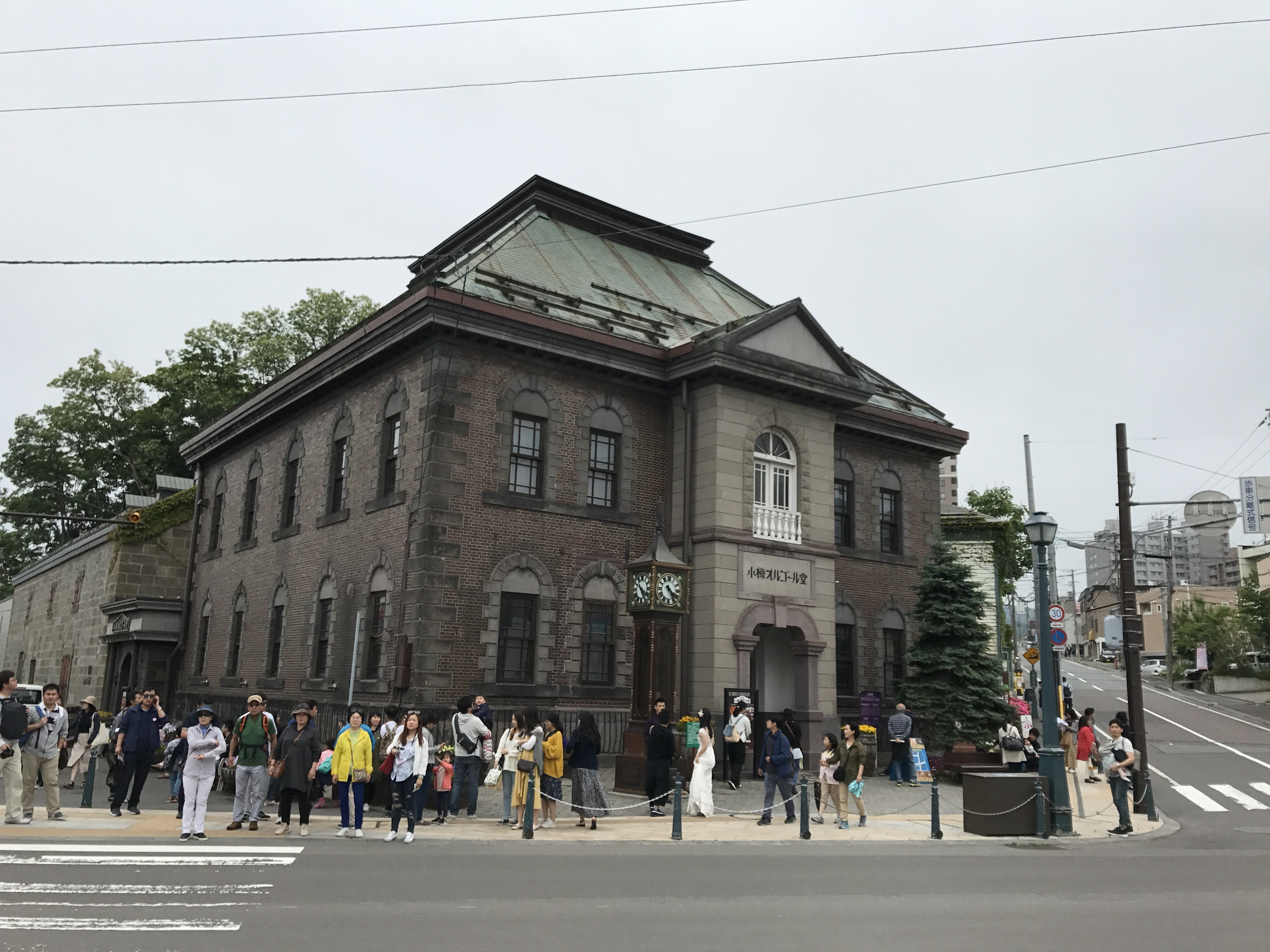
오타루 오르골당

전세계의 오르골을 모아 전시하고 판매하는 오르골당이다. 2층의 벽돌 건물로 되어 있고 역사는 100년이 넘는다. 오르골을 전문적으로 판매하는 상점 중 가장 큰 규모이고, 판매하는 오르골은 약 3만 점이다.

### 오르골 앤틱 뮤지엄
오타루 오르골당 본당 맞은 편에 위치해 있다. 역사적으로 의미 있는 앤틱 오르골과 기계식 인형을 전시하고 있다. 또한 100년이 넘은 파이프 오르간 연주를 직접 들을 수도 있다.

### 오타루 종합 박물관

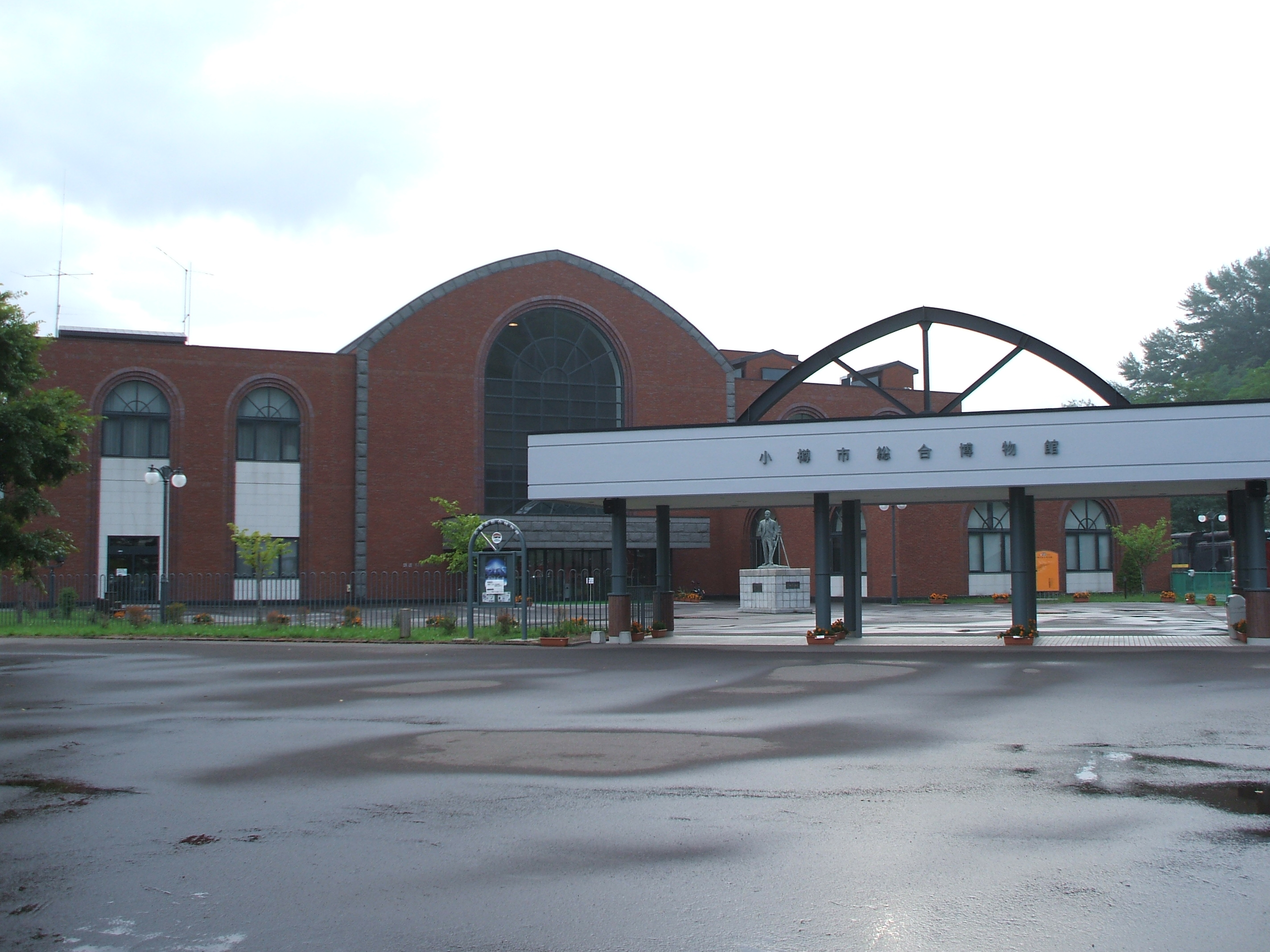
오타루 종합 박물관

홋카이도의 역사와 자연, 철도를 비롯한 교통, 과학 등에 관한 전시를 하는 박물관이다. 현존하는 일본 최고의 기관 창고에서 철도 기념물인 철도 차량 보존관을 비롯해 홋카이도 내에 존재하는 철도 기념물 12개 중 8개가 이곳에 있다.

### 메르헨 교차로(メルヘン交差点)
메르헨 교차로는 손꼽히는 오타루 시내 관광지이다. '메르헨 교차로'는 애칭이며, 정식 명칭은 '사카이마치(堺町)'이다.

#### 개요
교차로 앞에 광장이 위치해 있는데 오타루를 방문한 관광객으로 항상 붐빈다. 교차로 부근은 오타루 관광의 중심적인 존재이며 서양풍 건축물들이 산재해 있고 각종 공예품점과 기념품 상점, 음식점이 많이 있다. 오타루 오르골당도 이곳에 있다.

#### 명소

###### 야간 조명

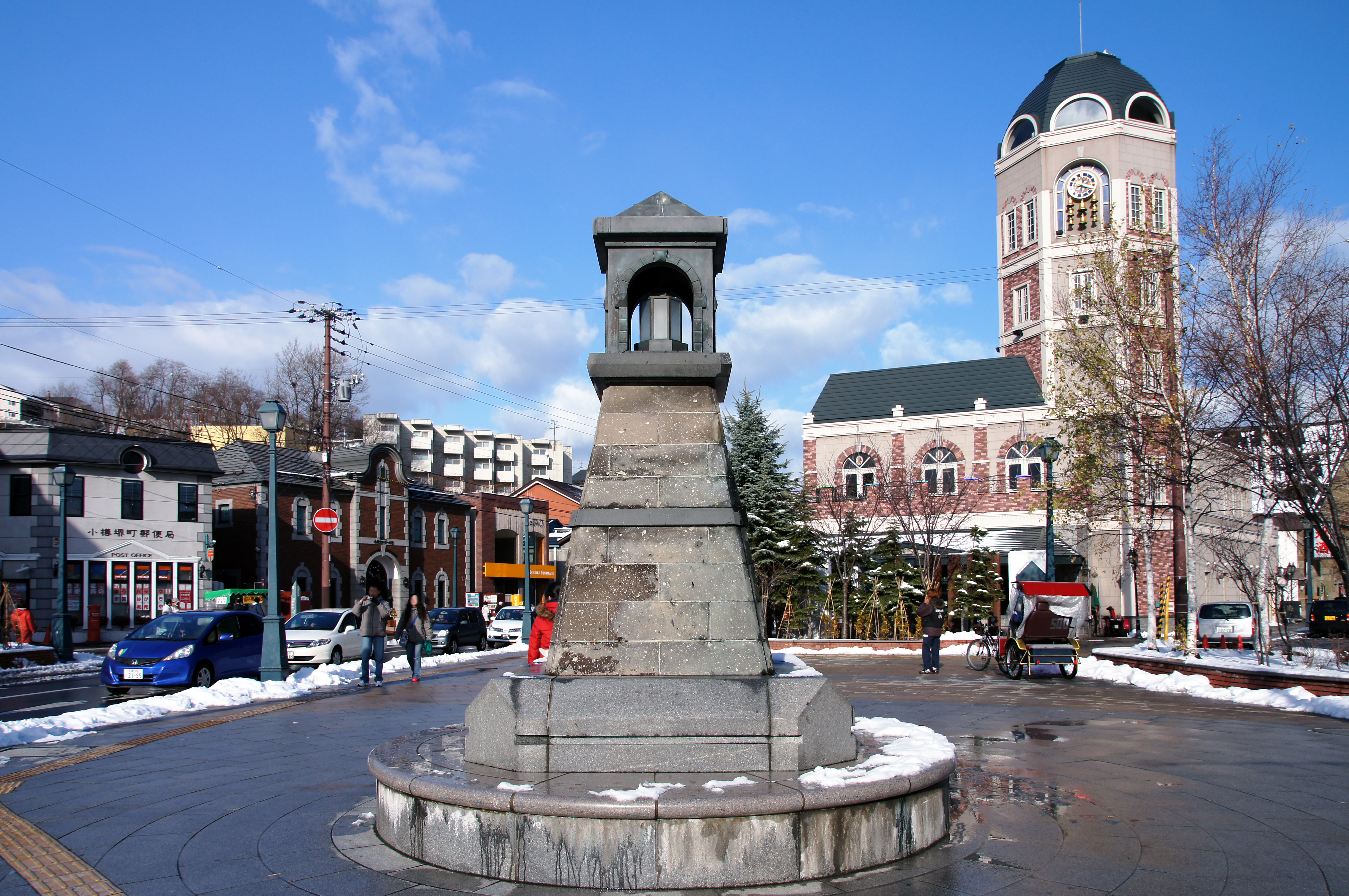
야간 조명

오타루의 랜드마크이며, 기념 사진 촬영 장소와 휴식 장소로 사랑받고 있다. 이 일대의 분위기는 관광객들이 유럽 분위기를 느낄 수 있도록 조성되었다.

###### 증기 시계

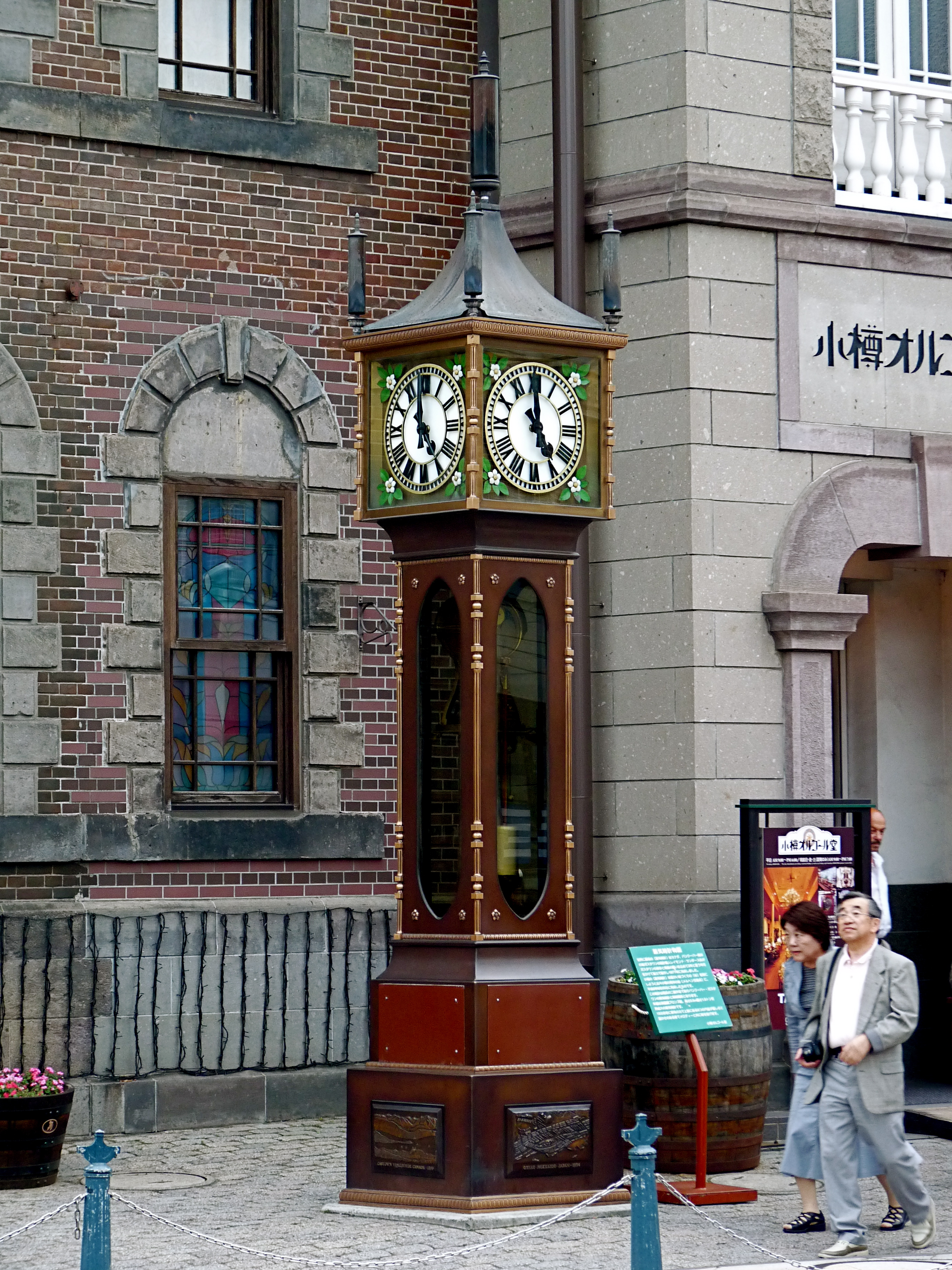
증기 시계

밴쿠버 개스타운의 랜드마크로 알려진 증기 시계를 만든 제작자가 만든 시계이다. 1993년에 오타루 오르골당에 설치되었다. 15분 간격으로 흰 연기와 함께 기적 소리로 시간을 알려준다. 오타루 관광 사진에는 반드시 게재되는 오타루 경관의 상징이기도 하다.

### 덴구야마(天狗山)

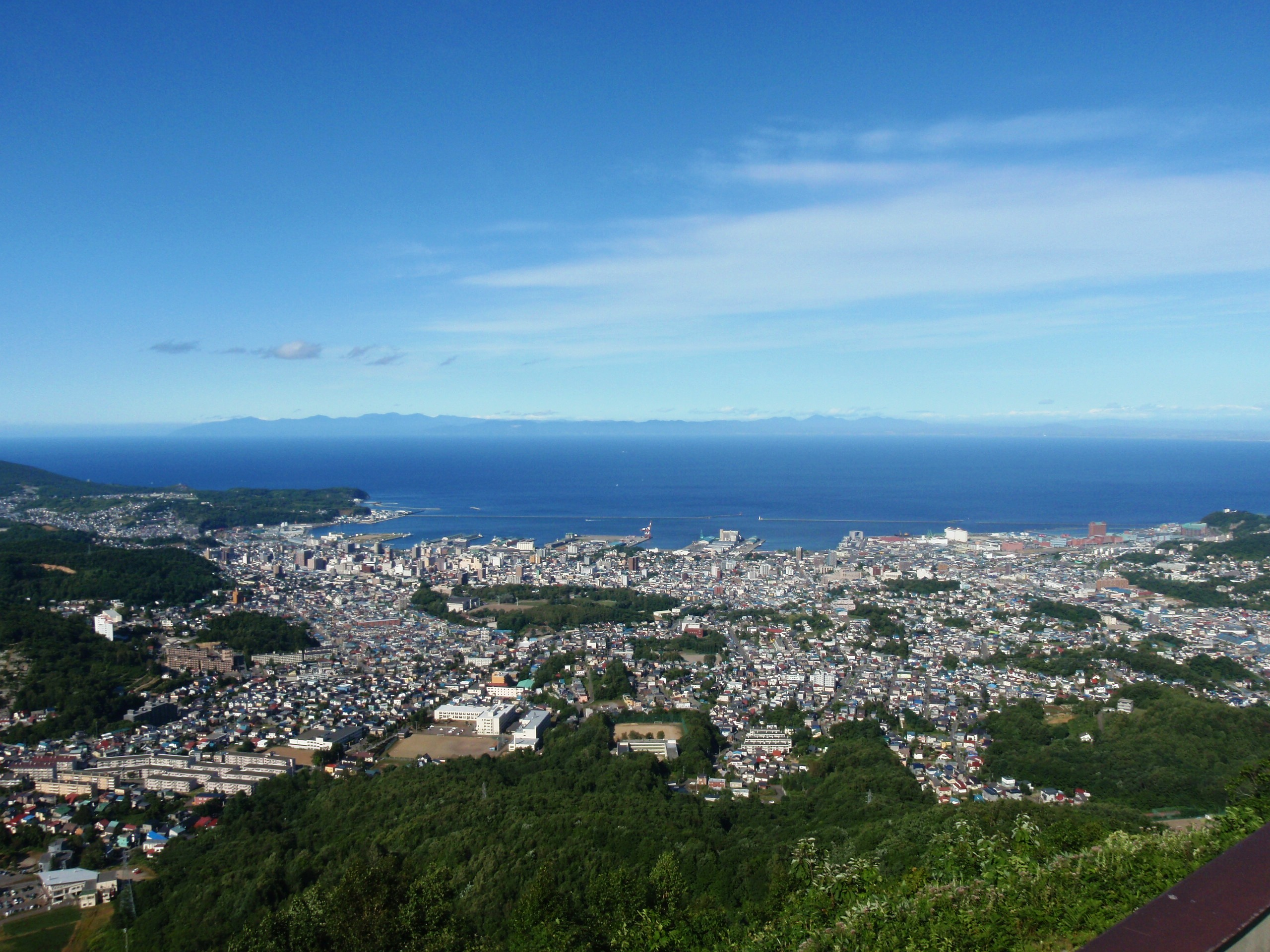
덴구야마에서 내려다 본 오타루 시내

오타루 시내를 한 눈에 내려다 볼 수 있는 전망대가 설치되어 있다. 영화 러브레터 (영화)의 촬영지로 유명하다. 산 정상에 있는 전망대로 가려면 덴구야마 로프웨이를 이용하면 된다. 봄에는 벚꽃을 감상할 수 있고, 겨울에는 스키장으로 이용된다.

## 교통

### 철도

JR 오타루역

- 홋카이도 여객철도(JR 홋카이도)
  - ■ 하코다테 본선: 란시마역 - 제니바코역
  -  홋카이도 신칸센: 신오타루역(가칭, 2031년 개업 예정)

홋카이도 여객철도의 하코다테 본선이 시내를 가로지른다. 주요 역은 오타루역이며, 홋카이도 여객철도의 하코다테 본선을 주행하는 주요 열차들의 시종착점이다. 그 외의 역으로는 미나미오타루역, 오타루칫코역, 아사리역, 제니바코역이 있다. 구간쾌속 이시카리 라이너는 오타루~제니바코 구간 전 열차 정차역이며, 신치토세 공항까지 운행하는 쾌속 에어포트는 30분 간격으로 오타루, 미나미오타루, 오타루칫코역에 정차한다.
오타루역 서부로는 시오야역, 란시마역이 요이치정 방면으로 있으나 대부분 오타루역까지만 정차하며 배차 간격도 최소 1시간에 한 번 뿐이며 삿포로역까지 직통운행하는 열차도 아침 시간대에만 운행하는 구간이라서 이용하는 데는 불편하다. 2031년 춘분기에는 홋카이도 신칸센이 삿포로역까지 연장될 예정으로 오타루역을 제외한 나머지 서부 간선 구간들이 병행재래선 경영분리정책에 의해 제3섹터로 이관된다.
홋카이도 신칸센이 2031년경 삿포로까지 연장되면 신오타루역(가칭)이 개업할 예정이다. 해당 역은 오타루역, 미나미오타루역과는 다른 별개의 신칸센 역으로 개업할 예정이다. 해당 역은 오타루역과 직선거리로 3.67km 떨어진 곳에 지어질 예정이다.

### 도로
동일본 고속도로(NEXCO 동일본)가 운영하는 고속도로인 삿손 자동차도가 삿포로시와 연결되어 있다. 기점은 오타루 분기점이며, 오타루시 관광지까지 직진하면 바로 나온다. 그 외의 나들목으로는 아사리 IC, 제니바코 IC가 있다. 장기 계획으로는 요이치정, 굿찬정까지 이어 하코다테시까지 잇는 새로운 간선자동차도가 계획되고 있다.
주요 국도로는 국도 5호선이 있으며 하코다테시와 삿포로시를 연결한다. 그 외의 국도로는 국도 337호선, 국도 393호선 등이 있다.

### 버스
홋카이도 주오 버스에서 운영하는 오타루 버스 터미널이 오타루역 바로 옆에 있다. 터미널에서는 삿포로시까지 가는 고속버스 및 오타루 수족관, 텐구야마 로프웨이 등의 관광지로 가는 버스, 오타루 상과대학까지 가는 통학버스 등을 운행하고 있다.

### 항공
오타루시에서 가장 가까운 국제공항은 신치토세 공항이며, 쾌속 에어포트를 이용하여 바로 접근이 가능하다. 이외에도 삿포로시에 있는 삿포로 비행장 또한 이용이 가능하다.

### 해운
홋카이도의 주요 거점 항만인 오타루항이 있으나 도마코마이항, 신이시카리항 등과의 경쟁에서 밀려 최근에는 중요한 위치를 차지하고 있지는 않다. 하지만 여전히 오타루시와 삿포로시의 주요한 바다 관문 중 하나이다. 페리를 통해 니가타시와 마이즈루시(교토 인근의 동해 연안 항구도시)까지 연결되는 노선도 있다.

## 기후
| 오타루시의 기후                                              | 오타루시의 기후 | 오타루시의 기후 | 오타루시의 기후 | 오타루시의 기후 | 오타루시의 기후 | 오타루시의 기후 | 오타루시의 기후 | 오타루시의 기후 | 오타루시의 기후 | 오타루시의 기후 | 오타루시의 기후 | 오타루시의 기후 | 오타루시의 기후 |
| 월                                                           | 1월             | 2월             | 3월             | 4월             | 5월             | 6월             | 7월             | 8월             | 9월             | 10월            | 11월            | 12월            | 연간            |
| ------------------------------------------------------------ | --------------- | --------------- | --------------- | --------------- | --------------- | --------------- | --------------- | --------------- | --------------- | --------------- | --------------- | --------------- | --------------- |
| 역대 최고 기온 °C (°F)                                       | 11.0 (51.8)     | 12.1 (53.8)     | 16.9 (62.4)     | 27.6 (81.7)     | 30.2 (86.4)     | 31.9 (89.4)     | 36.2 (97.2)     | 34.9 (94.8)     | 33.6 (92.5)     | 28.8 (83.8)     | 21.8 (71.2)     | 15.2 (59.4)     | 36.2 (97.2)     |
| 일평균 최고 기온 °C (°F)                                     | −0.5 (31.1)     | 0.2 (32.4)      | 4.1 (39.4)      | 10.9 (51.6)     | 16.9 (62.4)     | 20.4 (68.7)     | 24.2 (75.6)     | 25.6 (78.1)     | 22.3 (72.1)     | 15.9 (60.6)     | 8.3 (46.9)      | 1.6 (34.9)      | 12.5 (54.5)     |
| 일일 평균 기온 °C (°F)                                       | −3.1 (26.4)     | −2.7 (27.1)     | 0.8 (33.4)      | 6.5 (43.7)      | 12.1 (53.8)     | 16.0 (60.8)     | 20.2 (68.4)     | 21.7 (71.1)     | 18.1 (64.6)     | 11.8 (53.2)     | 4.9 (40.8)      | −1.1 (30.0)     | 8.8 (47.8)      |
| 일평균 최저 기온 °C (°F)                                     | −5.8 (21.6)     | −5.7 (21.7)     | −2.4 (27.7)     | 2.6 (36.7)      | 7.9 (46.2)      | 12.5 (54.5)     | 17.1 (62.8)     | 18.4 (65.1)     | 14.3 (57.7)     | 7.9 (46.2)      | 1.6 (34.9)      | −3.8 (25.2)     | 5.4 (41.7)      |
| 역대 최저 기온 °C (°F)                                       | −18.0 (−0.4)    | −17.2 (1.0)     | −14.1 (6.6)     | −6.4 (20.5)     | 0.0 (32.0)      | 4.5 (40.1)      | 9.0 (48.2)      | 8.9 (48.0)      | 2.6 (36.7)      | −1.4 (29.5)     | −9.1 (15.6)     | −13.5 (7.7)     | −18.0 (−0.4)    |
| 평균 강수량 mm (인치)                                        | 138.1 (5.44)    | 106.6 (4.20)    | 87.3 (3.44)     | 56.4 (2.22)     | 53.7 (2.11)     | 55.6 (2.19)     | 93.6 (3.69)     | 131.3 (5.17)    | 131.7 (5.19)    | 123.0 (4.84)    | 152.4 (6.00)    | 151.9 (5.98)    | 1,281.6 (50.46) |
| 평균 강설량 cm (인치)                                        | 157 (62)        | 130 (51)        | 80 (31)         | 7 (2.8)         | 0 (0)           | 0 (0)           | 0 (0)           | 0 (0)           | 0 (0)           | 0 (0)           | 36 (14)         | 142 (56)        | 556 (219)       |
| 평균 강수일수 (≥ 0.5 mm)                                     | 26.0            | 22.2            | 19.7            | 12.9            | 10.7            | 9.2             | 10.2            | 10.9            | 12.7            | 16.3            | 21.3            | 24.5            | 196.8           |
| 평균 강설일수                                                | 29.8            | 25.7            | 22.8            | 7.6             | 0.2             | 0.0             | 0.0             | 0.0             | 0.0             | 1.6             | 14.9            | 28.5            | 131.2           |
| 평균 상대 습도 (%)                                           | 71              | 70              | 66              | 64              | 69              | 78              | 81              | 78              | 73              | 69              | 69              | 71              | 72              |
| 평균 월간 일조시간                                           | 63.5            | 78.2            | 128.8           | 175.5           | 200.6           | 170.4           | 163.3           | 167.7           | 159.8           | 139.7           | 79.6            | 59.0            | 1,586.2         |
| 출처: 일본 기상청 (평년값: 1991년~2020년, 극값: 1943년~현재) |                 |                 |                 |                 |                 |                 |                 |                 |                 |                 |                 |                 |                 |

## 자매 결연 도시
- 러시아 나홋카 (1966년 9월 12일)
- 뉴질랜드 더니든 (1980년 7월 25일)
- 대한민국 서울특별시 강서구 (2010년 7월 22일)

## 같이 보기
- 오타루역
- 오타루 상과대학